# Ares (entreprise)
Pour les articles homonymes, voir Ares (homonymie).
Ares est une société de services informatiques française, fondée en 1986 et reprise par GFI, en 2011, à l'issue de sa liquidation judiciaire.

## Histoire
ARES est né en 1986 du rapprochement de deux sociétés:
- GTI, créée en 1985 par Maurice Bourlier, spécialisée dans le déploiement de serveurs informatiques, et
- COGELOG, créée en 1978 par Yann Cordelle, éditeur de progiciels applicatifs.

Le groupe ainsi formé a conservé une structuration en deux pôles: technologie et métier, qui reflète les deux grands domaines du système d'information que sont les infrastructures informatiques et les applications articulées sur les processus métiers. 
Le groupe s'est étendu jusqu'en 2007, pour réunir, en 2007, 2000 collaborateurs, dont 1400 ingénieurs et techniciens, dans 4 pôles spécialisées:
- Solution d'infrastructures et systèmes (SIS),
- IT Services,
- Réseau mobilité et sécurité,
- Solutions applicatives,

Mi-2008, les pôles SIS et RMS (environ 70 % CA) ont été cédés, réduisant les effectifs à 1100 collaborateurs.
Le 29 novembre 2010 le tribunal de commerce d’Évry a prononcé l’ouverture d’une procédure de liquidation judiciaire de la société assortie d’une poursuite d’activité de trois mois. La société doit trouver un repreneur. Son dernier PDG était Michel Berjamin. 
En 2011, GFI a repris 433 salariés au terme de la procédure de liquidation judiciaire.

## Implantation
ARES disposait de quinze représentations régionales et internationales :
- en Île-de-France: Les Ulis (siège), Issy-les-Moulineaux;
- en régions: Aix-en-Provence, Bordeaux, Lille, Lyon, Montpellier, Nancy, Nantes, Orléans, Rouen, Strasbourg, Toulouse, Pau.
- à l'étranger : Luxembourg

## Chiffres clés
| Donnée                | 2005  | 2006  | 2007  | 2008 | 2009  |
| --------------------- | ----- | ----- | ----- | ---- | ----- |
| Effectifs fin d'année | 1 800 | 1 500 | 2 000 |      | 1 100 |
| Chiffre d'affaires    | 456   | 412   |       |      | 100   |
| Valeur ajoutée        | 105   | 110   |       |      |       |
| Résultat opérationnel | -3,8  | -13,3 |       |      |       |
| Résultat net          | -5,0  | -12,0 |       |      |       |